# Daouda Sow (bokser)
Daouda Sow (ur. 19 stycznia 1983 w Roubaix) – francuski bokser wagi lekkiej.

## Igrzyska olimpijskie
W 2008 roku na letnich igrzyskach olimpijskich w Pekinie zdobył srebrny medal. W finale przegrał z reprezentantem Rosji Aleksiej Tiszczenko. Był to jak dotąd jedyny jego występ na igrzyskach olimpijskich.